# Hugo V de Mataplana
Hugo V de Mataplana (Ripollés, ? - Mallorca, 1229) perteneció al linaje de los Mataplana y era hijo de Hugo IV de Mataplana y de Guillema de Sales. Fue barón de Mataplana a partir del 1218 (situados en la actual Gombreny, Ripollés) y se casó con Guillema de Cardona. Durante las guerras por el poder durante la minoría de edad del futuro rey Jaime I tomó partido por Nuño Sánchez de Rosellón. Participó en la Conquista de Mallorca en la Hueste de Guillermo II de Bearne y murió con este en la Batalla de Portopí. Fue sucedido por su hijo Hugo VI de Mataplana al momento.